# Dotseng
Dotseng (en rus: Доценг) és un poble (un possiólok) de Calmúquia, a Rússia, segons el cens del 2010 tenia 29 habitants. Pertany al districte municipal de Priiútnoie.